# 杉浦力斗
杉浦 力斗（すぎうら りきと、2002年10月22日 - ）は、大阪府大阪市出身のサッカー選手。福山シティFC所属。ポジションはフォワード。

## 来歴
興国高校では2年次に全国高等学校サッカー選手権大会に出場した。高校在学中の2020年5月、2021年シーズンからのツエーゲン金沢加入内定が発表された。また翌6月には特別指定選手に承認された。7月4日、J2第3節のアルビレックス新潟戦で後半途中から出場しJリーグデビューを果たした。現役高校生ながら、最終的にリーグ戦20試合に出場した。2021年シーズンより正式にツエーゲン金沢に加入。
2022年8月、おこしやす京都ACへ育成型期限付き移籍。
2023年は、テゲバジャーロ宮崎へ期限付き移籍。同年12月12日に開催されたJリーグ合同トライアウトに出場した。
2023年12月5日、宮崎への期限付き移籍期間満了及び金沢との契約満了が発表された。
2024年1月10日、福山シティFCへの加入が発表された。

## 所属クラブ
- IRIS生野U-12
- IRIS生野U-15
- 興国高校
  - 2020年6月 - 同年12月  ツエーゲン金沢（特別指定選手）
- 2021年 - 2023年  ツエーゲン金沢
  - 2022年8月 - 同年12月  おこしやす京都AC（育成型期限付き移籍）
  - 2023年  テゲバジャーロ宮崎（期限付き移籍）
- 2024年 - 福山シティFC

## 個人成績
| 国内大会個人成績 | 国内大会個人成績 | 国内大会個人成績 | 国内大会個人成績 | 国内大会個人成績 | 国内大会個人成績 | 国内大会個人成績 | 国内大会個人成績 | 国内大会個人成績 | 国内大会個人成績 | 国内大会個人成績 | 国内大会個人成績 |
| 年度             | クラブ           | 背番号           | リーグ           | リーグ戦         | リーグ戦         | リーグ杯         | リーグ杯         | オープン杯       | オープン杯       | 期間通算         | 期間通算         |
| 年度             | クラブ           | 背番号           | リーグ           | 出場             | 得点             | 出場             | 得点             | 出場             | 得点             | 出場             | 得点             |
| 日本             | 日本             | 日本             | 日本             | リーグ戦         | リーグ戦         | リーグ杯         | リーグ杯         | 天皇杯           | 天皇杯           | 期間通算         | 期間通算         |
| ---------------- | ---------------- | ---------------- | ---------------- | ---------------- | ---------------- | ---------------- | ---------------- | ---------------- | ---------------- | ---------------- | ---------------- |
| 2020             | 金沢             | 33               | J2               | 20               | 0                | -                | -                | -                | -                | 20               | 0                |
| 2021             | 金沢             | 33               | J2               | 0                | 0                | -                | -                | 0                | 0                | 0                | 0                |
| 2022             | 金沢             | 33               | J2               | 2                | 0                | -                | -                | 1                | 0                | 3                | 0                |
| 2022             | O京都            | 29               | 関西1部          | 2                | 0                | -                | -                | -                | -                | 2                | 0                |
| 2023             | 宮崎             | 19               | J3               | 1                | 0                | -                | -                | 1                | 0                | 2                | 0                |
| 通算             | 日本             | 日本             | J2               | 22               | 0                | -                | -                | 1                | 0                | 23               | 0                |
| 通算             | 日本             | 日本             | J3               | 1                | 1                | -                | -                | 1                | 0                | 2                | 0                |
| 通算             | 日本             | 日本             | 関西1部          | 2                | 0                | -                | -                | -                | -                | 2                | 0                |
| 総通算           | 総通算           | 総通算           | 総通算           | 25               | 0                | -                | -                | 2                | 0                | 27               | 0                |

- 2020年は特別指定選手
- Jリーグ初出場 - 2020年7月4日 J2第3節 アルビレックス新潟戦(デンカビッグスワンスタジアム)

## 代表歴
- 2019年 U-17日本代表
- 2020年 U-18日本代表